# San Alfredo (Tabasco)
San Alfredo es una localidad del municipio de Huimanguillo ubicado en la subregión de la Chontalpa del estado mexicano de Tabasco.

## Geografía
La localidad de San Alfredo se sitúa en las coordenadas geográficas 18°02′39″N 94°00′49″O / 18.044167, -94.013611, a una elevación de 1 metro sobre el nivel del mar.

## Demografía
Según el Conteo de Población y Vivienda 2020, efectuado por el Instituto Nacional de Estadística y Geografía, la localidad de San Alfredo tiene 48 habitantes, de los cuales 23 son del sexo masculino y 25 del sexo femenino. Su tasa de fecundidad es de 2.8 hijos por mujer y tiene 9 viviendas particulares habitadas.
| Gráfica de evolución demográfica de San Alfredo entre 1990 y 2020 |
|                                                                   |
| INEGI.                                                            |